# قرخ بلاغ (کوثر)
قرخ بلاغ یک روستا در ایران است که در دهستان سنجبد شمالی واقع شده‌است. قرخ بلاغ ۶۶ نفر جمعیت دارد.